# Cantonul Castelnau-le-Lez
Cantonul Castelnau-le-Lez este un canton din arondismentul Montpellier, departamentul Hérault, regiunea Languedoc-Roussillon, Franța.

## Comune
- Castelnau-le-Lez (reședință)
- Le Crès